# Глазаниха
Глазаниха — посёлок в Онежском районе Архангельской области. Входит в состав Кодинского сельского поселения.

## География
Посёлок Глазаниха расположен на притоке Онеги — реке Шомборучей, на участке железной дороги Онега — Обозерский, к западу от посёлка Мудьюга. Станция Глазаниха находится на расстоянии около километра к востоку от посёлка.

## История
С 1943 года Глазаниха входила в состав Мудьюжского поссовета. С января 1963 года по январь 1965 года, Глазаниха входила в состав Плесецкого промышленного района. С 2002 года — в составе Мудьюжского сельсовета. С 2006 года — в муниципальном образовании «Кодинское».

## Население
| 2002 | 2010 | 2012 |
| ---- | ---- | ---- |
| 601  | ↘415 | ↗443 |

Численность населения посёлка, по данным Всероссийской переписи населения 2010 года, составляет 415 человек. В 2009 году числилось 513 человек, из них 156 пенсионеров. В 2007 году было 560 человек (из них 160 пенсионеров). В середине 1980-х годов население посёлка доходило до полутора тысяч человек.

## Экономика
В 1939—1941 годах была построена железная дорога «Сорокская — Обозерская», где находится станция Глазаниха. Ныне основное предприятие в посёлке — филиал ОАО «Онегалес». Есть школа-детсад.

## Этимология
По одной из версий, название посёлку дало наличие в окрестностях озёр, расположенных парами, при наблюдении с высоты их называли «глазами».

### Карты
- Топографическая карта P-37-5,6. Онега. Архивировано из [mapp37.narod.ru/map1/index005.html оригинала] 21 декабря 2012 года.
- Топографическая карта P-37-7,8. Кодино. Архивировано из [mapp37.narod.ru/map1/index007.html оригинала] 25 декабря 2012 года.
- Глазаниха на карте Wikimapia